# Mok Gar
Mok Gar is een van de vijf bekende kungfustijlen, ontwikkeld in Zuid-China. De stijl is ontwikkeld door de shaolinmonnik Mok Da Si. Hij heeft de stijl later aan zijn familie onderwezen in Guangdong.

## Geschiedenis
Shaolin Mok Gar Kuen komt oorspronkelijk van een shaolinmonnik genaamd Mok-Da-Si. Hij was de meester in zijn eigen stijl en leerde het aan zijn familie in de shaolintempel in het district Tong-Kwun van de provincie Kwon-Tong in Zuid-China.
In het begin werd deze stijl de Shaolin Chuen genoemd, pas na de derde generatie werd de stijl naar haar ontwikkelaar vernoemd. Deze stijl van kungfu is ongewijzigd gebleven en wordt ook nu nog aangeleerd in zijn oorspronkelijke vorm.
Elke stijl maakte gebruik van een andere soort kracht. Hierop is de volgende zegswijze gebaseerd: Hungs vuisten, Moks trappen en Lees staf.

### Mythe
Er gaat een verhaal over een zekere Madame Mok Kwei Lan, ze werd de tijgerin genoemd. Zestig jaar geleden begon ze als een tiener kungfulessen te geven. Ze werd geboren in Kao Yao ergens dicht bij Canton. In die tijd mochten vrouwen nog niet deelnemen aan vechtsporten, maar haar oom leerde haar in het geheim de Shaolin Mok Gar Kuenstijl.
Ze was met behulp van haar ouders geadopteerd door hem. Later trouwde ze met een vriend van haar oom en hielp ze mee in de sportschool van haar echtgenoot. Hier gaf ze de kungfulessen en hield ze praktijk als orthopedist.
Op een dag toen ze inkopen was gaan doen op het marktplein, zag ze dat vier mannen een visverkoper aanvielen. Ze liep erop af om de visverkoper te beschermen, waarop de vier mannen op haar afkwamen. Ze kon de vier mannen ontwapenen en rekende een voor een met hen af. Haar aanvallers liepen zo snel weg als ze konden.

## Technieken
Mok Gar is een zuidelijke stijl van kungfu die het meest gebruikmaakt van traptechnieken gecombineerd met het gebruik van wapens. De flexibiliteit van aanval en  verdediging is zeer belangrijk bij de Chinese vechtsporten, dus ook bij Mok Gar. Men volgt de tactiek: alles geven om het gevecht te kunnen winnen, want winnen is het enige wat telt in zo’n gevecht. Men denkt dat beperkingen bij bepaalde bewegingen hen tot een nederlaag zou brengen.
Hierbij wordt gebruikgemaakt van twee houten dummy’s, de Mook-yan-jong en de Darn Gee. 
De Mook-yan-jong wordt gebruikt om de verdediging en tegenaanval te verbeteren want deze dummy heeft uitstekende delen die op armen en benen lijken.
De Darn gee is een vier meter hoge, holle bamboestok en heeft een diameter van tien centimeter. De stok wordt gevuld met ringen die oorspronkelijk muntstukken waren. Bij deze dummy worden de aanvalstechnieken verbeterd en krijgt de beoefenaar grotere fysieke kracht, een beter uithoudingsvermogen, een grotere hardheid, snelheid en nauwkeurig heid. Wanneer iemand ervaren genoeg is kan hij/zij de tegenstander met een enkele vuistslag of met het veelvoudig gebruik van sprongtrappen verslaan.

## Rangensysteem
Bij Mok Gar is het opgedeeld in eerst vijf rangen, wanneer iemand de laatste rang dus de zwarte sjerp draagt kan hij hogerop komen in de graden. Deze rangen worden bepaald door de kleur van de sjerp. Men begint met de gele sjerp, dan komt de oranje, groene, blauwe, bruine en ten slotte de zwarte. Iemand die de zwarte sjerp heeft behaald wordt deze persoon zelf een leraar.
Er zijn tien graden in totaal en ze worden als rode strepen op de zwarte sjerp aangeduid. De eerste graad heeft één rode streep, de tweed graad heeft twee strepen, enzovoort tot er tien strepen op de sjerp staan. Als iemand de hoogste graad heeft bereikt kan hij/zij nog een laatste stap hoger komen en dan krijgt hij/zij de rode sjerp.

## Benodigdheden
Bij Mok Gar wordt er een wit T-shirt gedragen met een eventuele zwarte opdruk met het logo van de sport en de sportschool. Daarbij wordt er een zwarte broek gedragen. Er worden ook sjerpen gedragen. Bij Mok Gar is er wel een rangensysteem. De leraren van deze sport kunnen een rode broek dragen met een wit mandarijnjack. Er kunnen gymschoenen bij gedragen worden maar het kan ook beoefend worden op blote voeten.
De wapens die men bij Mok Gar gebruikt, zijn;
- driedelige staf (een oud strijdwapen);
- speer;
- gewone staf;
- gespleten staf;
- Siu SoGgee (nunchaku);
- Dip Domessen (vlindermessen);
- pinnen;
- brede zwaarden;
- Tai Chizwaard;
- stalen zweep, deze bestaat uit drie tot negen delen.

De Mook-Yan-jong en de Darn Gee zijn de twee soorten dummy’s die gebruikt worden.